# Arche (album)
Arche (stilizzato ARCHE) è il nono album in studio del gruppo musicale giapponese Dir En Grey, pubblicato il 10 dicembre 2014.

## Il disco
Ad agosto 2014 la produzione era già in corso. I contenuti dell'album e le tracce dello stesso sono stati aggiunti al sito della band a fine settembre. L'album affronta il tema del dolore, come mostrato in un trailer pubblicato il 12 novembre 2014.

## Tracce
CD 1
Testi di Kyo, musiche dei Dir En Grey .
1. Un Deux – 3:33
2. Soshaku (咀嚼; "Mastication"?) – 4:10
3. Uroko (鱗; "Fish Scales"?) – 4:03
4. Phenomenon – 4:01
5. Cause of Fickleness – 3:25
6. Tōsei (濤声; "Voice of Waves"?) – 5:31
7. Rinkaku (輪郭; "Contours"?) – 5:43
8. Chain Repulsion – 2:48
9. Midwife – 4:11
10. Magayasō (禍夜想; "Calamitous Night Thought"?) – 4:25
11. Kaishun (懐春; "Yearning of Youth"?) – 4:22
12. Behind a Vacant Image – 4:59
13. Sustain the Untruth – 4:25
14. Kūkoku no Kyōon (空谷の跫音; "Tramplings in the Lonely Valley"?) – 5:48
15. The Inferno – 3:15
16. Revelation of Mankind – 3:23

CD bonus nell'edizione limitata (senza Blu-ray)
1. Sustain the Untruth [Remix] – 6:16
2. Soshaku (Acoustic Ver.) (咀嚼 (Acoustic Ver.); "Mastication (Acoustic Ver.)"?) – 5:02
3. Uroko (Crossover Ver.) (鱗 (Crossover Ver.); "Fish Scales (Crossover Ver.)"?) – 3:39

CD bonus nell'edizione limitata (con Blue-ray)
1. And Zero (Instrumental Track) – 2:25
2. Tefu Tefu (てふてふ; "Butterfly"?) – 4:47
3. Sustain the Untruth [Remix] – 6:16
4. Unraveling [Remix] – 3:33
5. Soshaku (Acoustic Ver.) (咀嚼 (Acoustic Ver.); "Mastication (Acoustic Ver.)"?) – 5:02
6. Uroko (Crossover Ver.) (鱗 (Crossover Ver.); "Fish Scales (Crossover Ver.)"?) – 3:39
7. Behind a Vacant Image (Acoustic Ver.) – 4:55

Blue ray bonus nell'edizione limitata
1. Un Deux (Shot in One Take)
2. Chain Repulsion (Shot in One Take)
3. Live footage from Tour14 Psychonnect -Mode of ”Gauze”? at Shinkiba Studio Coast (08/30/2014) (かすみ (Kasumi), 蜜と唾 (Mitsu to Tsuba) and 激しさと、この胸の中で絡み付いた灼熱の闇 (Hageshisa to, Kono Mune no Naka de Karamitsuita Shakunetsu no Yami)?)
4. Behind the Scenes of Arche

## Formazione
- Kyo (京?, Kyo) - voce
- Kaoru (薫?, Kaoru) - chitarra
- Die (Die?) - chitarra
- Toshiya (Toshiya?) - basso
- Shinya (Shinya?) - batteria